# Emilio Botero González

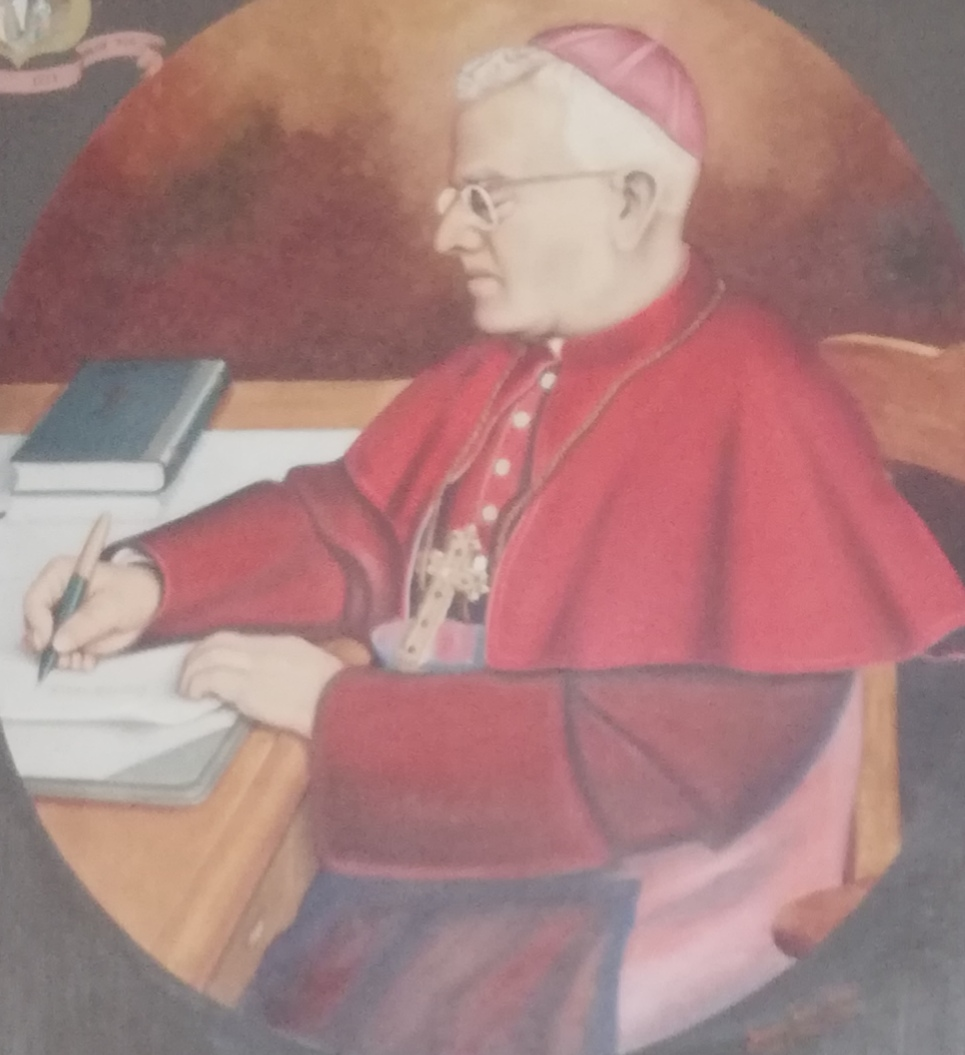
Emilio Botero González

Emilio Botero González (* 12. März 1884 in Marinilla; † 21. August 1961) war ein kolumbianischer römisch-katholischer Geistlicher und Bischof von Pasto.

## Leben
Emilio Botero González empfing am 1. November 1907 das Sakrament der Priesterweihe für das Erzbistum Medellín. Später war er Domherr an der Catedral Metropolitana de Medellín.
Am 30. August 1947 ernannte ihn Papst Pius XII. zum Bischof von Pasto. Der Erzbischof von Medellín, Joaquín García Benítez CIM, spendete ihm am 26. Oktober desselben Jahres die Bischofsweihe; Mitkonsekratoren waren der Bischof von Antioquía, Luis Andrade Valderrama OFM, und der Bischof von Jericó, Antonio José Jaramillo Tobón.